# Dăržavno părvenstvo po futbol 1925
Il Dăržavno părvenstvo po futbol 1925 fu la seconda edizione della massima serie del campionato bulgaro di calcio concluso il 30 agosto 1925 con la vittoria del Vladislav Varna, al suo primo titolo.

## Formula
Venne disputata una prima fase regionale al termine della quale furono le vincitrici di ognuno dei sei gironi si qualificarono alla fase nazionale.
La competizione si svolse ad eliminazione diretta con gara unica e due squadre furono direttamente qualificate alle semifinali.

## Squadre partecipanti
| Squadra             | Città   | Stadio | Federazione regionale |
| ------------------- | ------- | ------ | --------------------- |
| Vladislav Varna     | Varna   |        | Settentrionale        |
| Levski Sofia        | Sofia   |        | Sofia                 |
| Asenovec Sliven     | Sliven  |        | Litoraneo             |
| Benkovski-Pobeda 25 | Plovdiv |        | Tracia                |
| Levski Dupnica      | Dupnica |        | Sud-occidentale       |
| Orel Vraca          | Vraca   |        | Nord-occidentale      |

## Fase finale

### Quarti di finale
| Squadra 1       | Risultato | Squadra 2        |
| --------------- | --------- | ---------------- |
| Levski Dupnica  | 5-0       | Orel Vraca       |
| Vladislav Varna | 3-0       | Asenovets Sliven |

### Semifinali
| Squadra 1           | Risultato | Squadra 2       |
| ------------------- | --------- | --------------- |
| Vladislav Varna     | 4-0       | Levski Dupnitsa |
| Benkovski-Pobeda 25 | 0-4       | Levski Sofia    |

### Finale
| 30 agosto 1925 | Levski Sofia | 0 – 2 | Vladislav Varna |  |

## Verdetti
- Vladislav Varna Campione di Bulgaria 1925